# Етел (Мисисипи)
Етел (енгл. Ethel) град је у америчкој савезној држави Мисисипи.

## Демографија
По попису из 2010. године број становника је 418, што је 34 (-7,5%) становника мање него 2000. године.
| Група             | 2000.       | 2010.       |
| Белци             | 246 (54,4%) | 229 (54,8%) |
| Афроамериканци    | 203 (44,9%) | 176 (42,1%) |
| Азијати           | 0 (0,0%)    | 0 (0,0%)    |
| Хиспаноамериканци | 2 (0,4%)    | 8 (1,9%)    |
| Укупно            | 452         | 418         |